# Сертаб Еренер
Сертаб Еренер (Sertab Erener, нар. 4 грудня 1964, Стамбул) — турецька поп-співачка, переможиця конкурсу Євробачення 2003 з піснею «Everyway That I Can». Одна з найуспішніших співачок в історії турецької популярної музики.

## Життєпис
На зорі кар'єри працювала в іншої відомої турецької співачки Сезен Аксу. Свій перший альбом Sakin Ol Сертаб випустила 1992 року, за ним послідувало ще кілька альбомів турецькою мовою, які принесли співачці популярність на батьківщині та за кордоном.
Проривом у музичний світ Європи стала для Еренер перемога на «Євробаченні». На хвилі успіху, коли пісня «Everyway That I Can» посідала провідні рядки європейських чартів, Сертаб Еренер записує англомовний альбом No Boundaries, випущений 2004 року.
У 2005 році Сертаб Еренер бере участь у «Congratulations» — телешоу, присвяченому 50-річчю «Євробачення». Її пісня посіла 9-те місце серед 15 найкращих пісень за всю історію «Євробачення». У 2007 році виходить збірка найкращих пісень Еренер, багатий репертуар якої включає композиції англійською, іспанською та грецькою мовами, а також дуети з Русланою, Хосе Каррерасом, Рікі Мартіном.
Еренер отримала високу оцінку за свій музичний стиль і є однією з найуспішніших артисток, яких відкрила Сезен Аксу. Завдяки перемозі на Євробаченні вона отримала державну медаль за видатні заслуги. У 2014 році турецьке видання Hürriyet включило її до списку «91 символ 91-ї річниці Республіки». Окрім кар'єри співачки, вона також протягом року викладала музику в мистецькому центрі Müjdat Gezen. За свою кар'єру вона отримала сім нагород Kral TV Video Music Awards, а також дві нагороди Golden Butterfly Awards і отримала багато інших номінацій.

## Дискографія

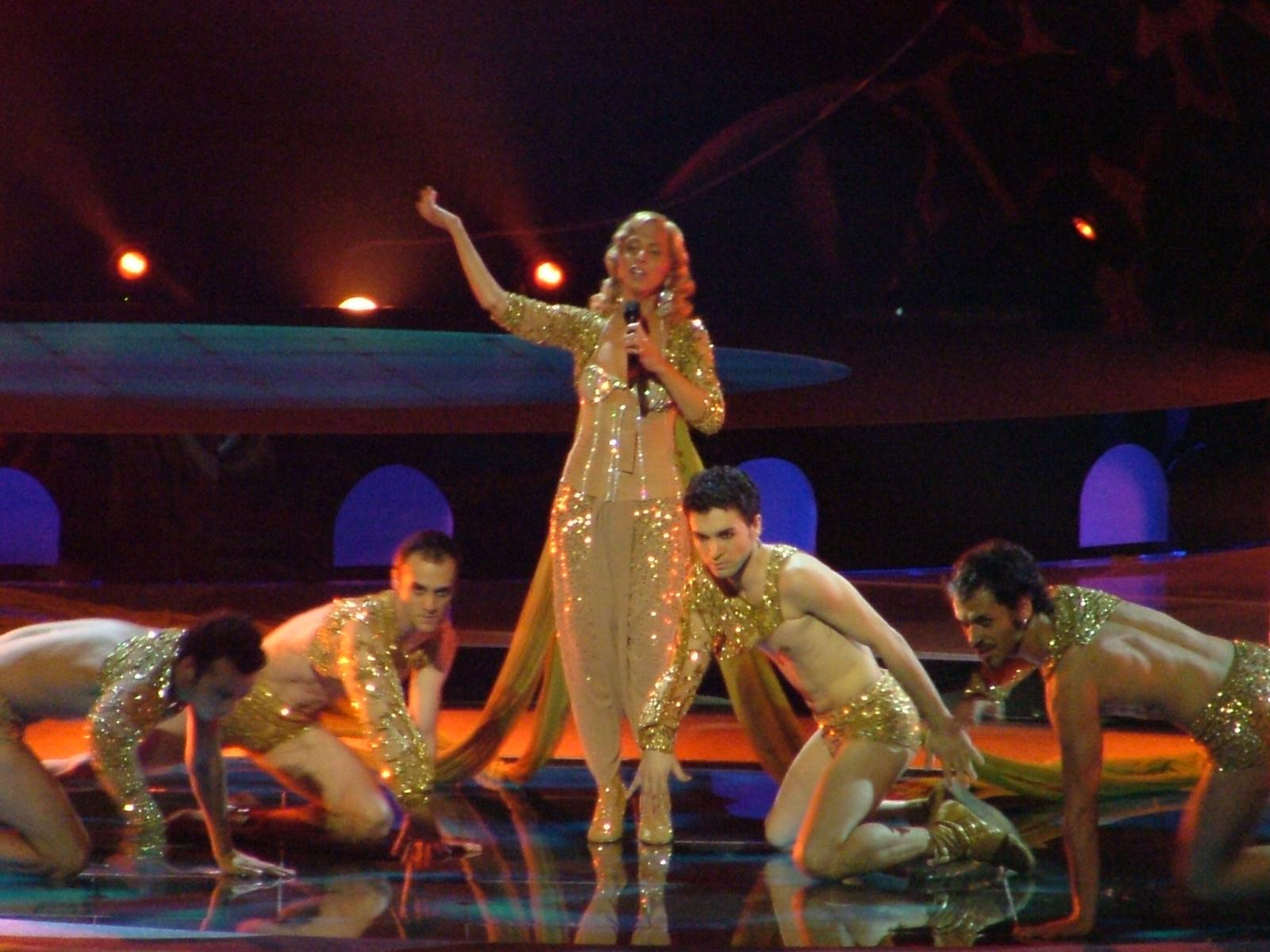
Сертаб Еренер на «Євробаченні 2004»

### Студійні альбоми
- Sakin Ol! — (Calm Down) — (1992)
- Lâl — (Ruby) — (1994)
- Sertab Gibi — (Like Sertab) — (1996)
- Sertab Erener — (1999)
- Turuncu — (Orange) — (2001)
- No Boundaries — (2004)
- Aşk Ölmez — (Love Does Not Die) — (2005)
- Painted On Water (with Demir Demirkan) (2009)
- Rengârenk&nbsp— (Colorful) — (2010)
- Ey Şûh-i Sertab (2012)
- Sade (2013)
- Kırık Kalpler Albümü (2016)
- Ben Yaşarım (2020)
- Her Dem Yeşil (2023)
- Her Dem Akustik (2024)